# Вейлер-и-Николау, Валериано
Валериано Вейлер-и-Николау, маркиз Тенерифе (исп. Valeriano Weyler y Nicolau; 17 сентября 1838, Пальма-де-Мальорка, Испания — 20 октября 1930, Мадрид, Испания) — испанский военный и государственный деятель, генерал-губернатор Филиппин (1888—1891), губернатор и генерал-капитан Кубы (1896—1897).

## Биография
Родился в семье мадридского военного врача немецкого происхождениям Фернандо Вейлера-и-Лавинья и испанки Николау. Его далекие предки по отцовской линии имели прусское происхождение и служили в испанской армии в течение нескольких поколений. Под влиянием отца выбрал военную карьеру.
В 16 лет окончил Пехотное училище Толедо, продолжи получение образования в Королевском колледже Сан-Бартоломе и Сантьяго-де-Гранада, который окончил в звании лейтенанта. Был направлен в составе экспедиционного корпуса на Кубу, а затем — в Доминиканскую Республику. Несмотря на крайне невысокий рост, 1,52 см отличался физической силой и бойцовским характером. Отличился в бою на реке Хайна при Санто-Доминго, командуя отрядом из 150 человек, он успешно защищал позиции в течение трех дней против 500 атакующих, несмотря на полученное ранение. 
Во время Десятилетней войны (1868—1878) в звании полковника служил под командованием генерала Арсенио Мартинеса Кампоса, вернулся в Испанию в 1873 году для участия во Второй карлистской войне, командовал дивизией в Каталонии. За проявленные военные заслуги ему было присвоено воинское звание генерал-лейтенанта.
С 1878 по 1883 год занимал должность генерал-капитана Канарских островов. В этот период он способствовал строительству здания генерал-капитанства Канарских островов, базирующегося в Санта-Крус-де-Тенерифе и созданию военного правительства в Лас-Пальмас-де-Гран-Канария. 
В 1888—1891 годах — генерал-капитан Филиппин. Во время службы на Филиппинах он нажил огромное состояния, в основном за счет подарков от китайских бизнесменов.
По возвращении в Испанию в 1892 году он был назначен командующим 6-м армейским корпусом в Баскских провинциях и Наварре, где вскоре подавил волнения. Затем он был назначен капитаном-генералом в Каталонии, на этом посту оставался до января 1896 года. 
В 1895 году назначен командующим войсками в Кубе, а в 1896—1897 годах — губернатор и генерал-капитан Кубы. Получил известность решением создать из полностью огороженных деревень фактически концентрационные лагеря на западе острова («реконцентрация Вейлера»). К концу 1897 года разделил длинный остров Куба на несколько секторов и вынудил более 300 000 мужчин, женщин и детей переселиться в районы близ городов. Освободив землю от сочувствующего населения, а затем сжег посевы, предотвратив их повторную посадку и прогнав домашний скот. Впоследствии было подсчитано, что к декабрю 1896 года около четырехсот тысяч кубинцев, не участвовавших в боевых действиях, были классифицированы как сконцентрированные на этих ограничительных территориях. Эта мера создала сложную ситуацию из-за невозможности снабжения продовольствием этих групп населения с возникновением серьезных антисанитарных условий, голодом и эпидемиями, многие тысячи кубинцев остались умирать в этих концентрационных лагерях. Самые последние исследования начинаются с примерно 170 000 жертв среди гражданского населения, что составляет 10 % населения острова. В американской прессе того времени он часто упоминался как «Мясник Вейлер».
Несмотря на всю проявленную жестокость, не мог подавить восстания и в 1897 году отозван, а на этом посту его сменил Рамон Бланко.
В 1900—1901 годах — генерал-капитана Мадрида. В марте 1901 года вступил в кабинет Сагасты на пост военного министра. В феврале 1902 года сурово усмирил восстание в Барселоне. В декабре 1902 года вышел в отставку вместе со всем кабинетом.
В 1901—1902, 1905 и 1906—1907 годах — военный министр Испании.
В 1909 году на посту генерал-капитана Каталонии успешно подавлял протесты во время Трагической недели в Барселоне.
С 1916 по 1922 и с 1923 по 1925 год являлся начальником Генерального штаба испанской армии.
Королевским указом 1920 года как маркиз Тенерифе был назначен герцогом Руби и грандом Испании, являлся пожизненным сенатором. Выступил против диктатуры Примо де Риверы, который арестовал его, но не осмелился заключить его в тюрьму, хотя он подверг его остракизму, в частности, были переименованы названные в его честь улицы и площади.

## Награды и звания
- Кавалерский крест ордена Святого Фердинанда.